# Mogrus flavescentemaculatus
Mogrus flavescentemaculatus là một loài nhện trong họ Salticidae.
Loài này thuộc chi Mogrus. Mogrus flavescentemaculatus được Hippolyte Lucas miêu tả năm 1846.